# Вотер-Веллі (Міссісіпі)
Вотер-Веллі (англ. Water Valley) — місто (англ. city) в США, в окрузі Ялобуша штату Міссісіпі. Населення — 3380 осіб (2020).

## Географія
Вотер-Веллі розташований за координатами 34°9′43″ пн. ш. 89°37′48″ зх. д. / 34.16194° пн. ш. 89.63000° зх. д. (34.161990, -89.630120).  За даними Бюро перепису населення США в 2010 році місто мало площу 18,16 км², з яких 18,15 км² — суходіл та 0,00 км² — водойми.

## Демографія
Згідно з переписом 2010 року, у місті мешкали 3392 особи в 1376 домогосподарствах у складі 868 родин. Густота населення становила 187 осіб/км².  Було 1577 помешкань (87/км²).
Расовий склад населення:
| - 56,4 % — білих - 42,2 % — чорних або афроамериканців - 0,1 % — корінних американців - 0,1 % — азіатів |

До двох чи більше рас належало 0,8 %. Частка іспаномовних становила 1,1 % від усіх жителів.
За віковим діапазоном населення розподілялося таким чином: 25,1 % — особи молодші 18 років, 57,4 % — особи у віці 18—64 років, 17,5 % — особи у віці 65 років та старші. Медіана віку мешканця становила 39,7 року. На 100 осіб жіночої статі у місті припадало 82,4 чоловіків;  на 100 жінок у віці від 18 років та старших — 74,2 чоловіків також старших 18 років.
Середній дохід на одне домашнє господарство  становив 43 607 доларів США (медіана — 30 218), а середній дохід на одну сім'ю — 54 413 долари (медіана — 43 315). Медіана доходів становила 31 689 доларів для чоловіків та 24 917 доларів для жінок. За межею бідності перебувало 26,5 % осіб, у тому числі 34,7 % дітей у віці до 18 років та 24,1 % осіб у віці 65 років та старших.
Цивільне працевлаштоване населення становило 1461 осіб. Основні галузі зайнятості: виробництво — 31,1 %, освіта, охорона здоров'я та соціальна допомога — 22,0 %, роздрібна торгівля — 9,4 %, публічна адміністрація — 8,5 %.